# Achille Richard
Achille Richard (27. dubna 1794 Paříž – 5. října 1852 tamtéž) byl francouzský botanik a lékař. Byl synem botanika Louise Clauda Marie Richarda (1754–1821).

## Životopis
Achille Richard byl lékárníkem u námořnictva a od roku 1834 členem Académie des sciences.
V období 1830 až 1833 napsal spolu s Guilleminem (1796–1842) a Perrottetem (1793–1859) dílo Florae Senegambiae tentamen, seu Historia plantarum in diversis Senegambiae regionibus a peregrinatoribus Perrottet et Leprieur detectarum, popis flóry Senegalu.
Richard měl dceru Antoinettu Richardovou (* 1821) a dva syny: Félixe-Adolpha Richarda (1822–1872) a Gustava Richarda (1827–1857), kteří byli oba lékaři.

## Dílo
- Nouveaux Elements de Botanique (New Elements of Botany). Paříž 1819
- Monographie du genre Hydrocotyle de la famille des ombellifères. 1820.
- Botanique médicale. 1822–1823.
- Dictionnaire de drogues simples et composées. 1827–1829.
- Voyage de découvertes de l’Astrolabe. 1834.
- Tentamen florae abyssinicae. 1847–1851.
- Mémoire sur la famille des rubiacées contenant la description générale de cette famille et les caractères des genres qui la composent. 1829.
- Monographie des orchidées des îles de France et de Bourbon. 1828.
- Histoire Physique, Politique et Naturelle de L’Ile de Cuba (Ed. Sagra, Ramón de la). Botanique. Plantes Vasculaires. 1845.